# زكي كرام
زكي حشمت كرام هو تاجر سلاح سوري، ولد عام 1886م وتوفي في أربعينيات القرن العشرين.

## سيرة ذاتية
ولد زكي كرام في عام 1886م في سوريا لعائلة من أصل فارسي، فقد كان جده الطبيب الخاص لشاه إيران فتح علي شاه في طهران، وقد بدأ كرام دراسته العسكريّة في سوريا، ومنها انتقل إلى إسطنبول حيث أكمل دراسته في الأكاديمية العسكرية، وفي عام 1904م عُيَن ملازماً في الجيش العثماني، وفي أثناء الحرب العالمية الأولى عُيَن قائداً لقوات البدو في العريش في شبه جزيرة سيناء، في عام 1916م أصيب بشظية في رجله اليسرى على مقربة من قناة السويس، وبعد العمليات الفاشلة التي تلقاها في مدينة القدس، نُقِلَ كرام في عام 1917م إلى برلين لتلقي العلاج في مستشفى الشاريتيه، حيث مكث هناك حوالي عامين، قرر الأطباء بعدها بتر قدمه اليسرى حتى الركبة.
وفي أثناء تلك الفترة المريرة كان كرام يقتل وقته في كتابة مذكرات خاصة عن حياته وسط المرضى والأطباء، وكذا انطباعاته عن مدينة برلين، والحالة الاجتماعية والسياسية للعرب والمسلمين القاطنين في ألمانيا آنذاك.
وفي عام 1920م تزوج من الألمانية جيرترود نيوندورف، وفي1921م بدأ كرام دراسة الطب في جامعة فريدريش فيليمز في برلين حيث أنهى دراسة طب الأسنان في عام 1925م بأطروحة باللغة الألمانية تحت عنوان «عناية الفم والأسنان عند الشعوب المحمدية».
ولأنه لم يكن يحمل الجنسية الألمانية لم يوفق في العمل كطبيب أسنان في برلين، وأثناء تلك الفترة أنشأ كرام مع زوجته محلاً لبيع الكتب ومطبعة صغيرة سماها «مكتبة الشرق والغرب».
وفي برلين بدأ كرام علاقته مع الأمير اللبناني شكيب أرسلان، والتي كانت السبب الرئيسي وراء الدور السياسي والعسكري الذي لعبه كرام منذ ذلك الحين في التاريخ العربي المعاصر بعد ذلك، حيث قدمه أرسلان إلى المشاهير من علماء المسلمين والوطنيين في عصره، فعلى سبيل المثال اختير كرام رئيساً لفرع المؤتمر الإسلامي العام للقدس في برلين، وكان أيضاً عضواً مؤسساً في المؤتمر الأوروبي الإسلامي في جينيف تحت رئاسة أرسلان نفسه، وهذا يكشف أيضاً سر وجود تلك الرسائل الموقعة باسم كرام بين أوراق رشيد رضا، فمن المرجح أن الشيخ رشيد رضا قد عرف كرام عن طريق أرسلان. وفي مجلة المنار نجد أيضاً بعض المقالات الطبية والعلمية التي كتبها كرام. وفي المراسلات بينه وبين الشيخ رشيد رضا يلقي كرام جام غضبه على الوضع المتردي لأوضاع المسلمين وخاصة الجمعية الإسلامية الخاصة بطائفة الأحمدية في ذلك الحين.
وقد كان كرام معجباً بفيصل الأول ملك العراق آنذاك، حيث كان يعتبره أحسن السياسيين، والذي يستطيع تحقيق حلم الاستقلال للعالم العربي، فبعد وفاة فيصل المفاجئة في مدينة برن في عام 1933م أسرع كرام بتنظيم حفل تأبين له في برلين حيث ألقيت الخطب والقصائد الشعرية في ذكراه.
ومع إعاقته فقد كان كرام كثير السفر، فبجانب رحلاته في المشرق العربي الإسلامي زار كرام شمال المغرب عدة مرات في أوائل الأربعينيات، وقد كان سبب زيارته هو طبع بعض الكتب التي ألفها عند أصدقائه من الوطنيين المغاربة في الشمال تحت الحماية الإسبانية من أمثال محمد حسن الوزاني والمكي الناصري وعبد الخالق الطريس ومحمد داؤود مؤرخ مدينة تطوان، والتي لم تنشر حتى الآن، ومن خلال وثائقه الباقية يتبين أيضاً أنه كانت ثمة علاقة مع وزارة الخارجية الإسبانية، حيث أصبح كرام ممثل الغرفة التجارية الإسبانية الشرقية في برلين حيث كان يصدر معدات طبية وأدوية وآلات طابعة إلى مدريد.

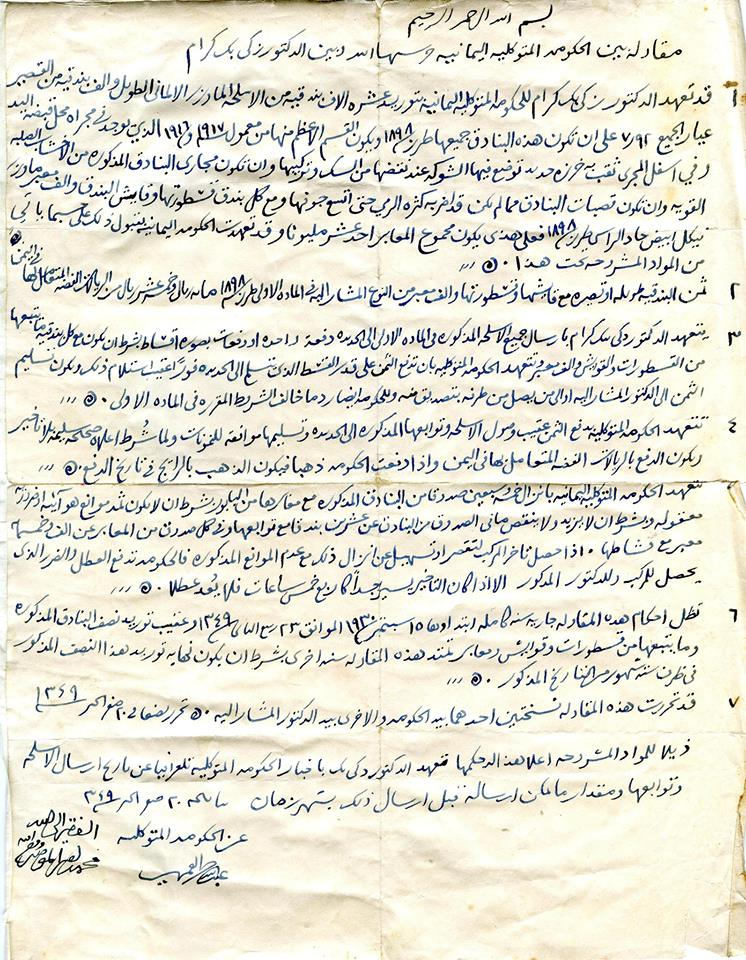
عقد تسليح بين حكومة المملكة المتوكلية اليمنية وزكي كرام، بتوقيع الإمام يحيى مع عبدالله العمري

## تجارة السلاح
في فترة تواجده في برلين بدأ يستغل كرام خبرته العسكرية في تجارة السلاح، حيث عمل وسيطاً في الاتفاقيات المنعقدة بين مصانع السلاح الألمانية وبعض الحكومات العربية والإسلامية، وخاصة مع حكومة المملكة المتوكلية اليمنية في عهد يحيى حميد الدين، والتي كانت سياسته لا تسمح بالتدخل الأوروبي في الشؤون الداخلية، إلا أنه كان مستعداً لتسليح الجيش اليمني بالدخول في صفقات للسلاح مع المسلمين وغير المسلمين، وقد كان لتجار السلاح الألمان نصيب الأسد من تلك الصفقات، ولهذا السبب وبناءً على دعوة من الإمام يحيى سافر كرام إلى اليمن في أعوام 1930م، 1934م، 1936م، 1937م، ومن الوثائق الهامة الموجودة اتفاقية بين كرام والحكومة المتوكلية لإرسال شحنة أسلحة مكونة من 10,000 بارودة من صنف الماوزر الألماني.

## وفاته
توفي كرام بسبب مرض السرطان في أحد مستشفيات السجن الأمريكي بعد سقوط برلين، ولكن الوثائق الباقية لا تقول أي شيء عن سبب القبض عليه وإلقائه في السجن، ولا توجد سوى بعض التقارير الطبية المكتوب عليها «أسير حرب»، فمن المحتمل أن علاقاته بوزارة الخارجية الألمانية وسفره لعقد الصفقات العسكرية كانت من أهم الأسباب الرئيسية وراء ذلك. وهنا انتهت قصة ذلك الرجل حين أرسلت عائلة زوجته في برلين أوراقه الخاصة وكتبه في صناديق خشبية إلى زوجته في شتوتغارت، والتي يحتفظ بها ولده هارون في كورنفستهايم إلى الآن.